# Умрева
Умре́ва — деревня в Мошковском районе Новосибирской области, входит в состав Ташаринского сельсовета. 

## География
Умрева расположена в 28 километрах к северу от посёлка городского типа Мошково, в 16 километрах к северо-западу от посёлка городского типа Станционно-Ояшинский, в котором есть станция на Транссибирской магистрали, в 11 километрах от федеральной автомобильной трассы M53, в 8 километрах к востоку от села Ташара, на берегу реки Умрева, в 4 километрах от её впадения в Обь.

## Этимология
Название села произошло от тюркского слова умрева — яма, низина.

## История
Умрева — одно из первых русских поселений на территории современной Новосибирской области. В 1703 году в 3,1 км от современной деревни отрядом служилых людей, посланных из Томска, был основан Умревинский острог для охраны русских поселений на южной границе Томского уезда. В 1706 году рядом с острогом основана крестьянская пашенная слобода. Земли в районе слободы оказались плодородными, и к 1727 году в Умреве было уже 50 домов. Развитию поселения способствовало то, что рядом с ним прошёл Сибирский тракт. В начале XIX века в Умреве возникла небольшая ярмарка.

## Население
| 1996 | 2002 | 2007 | 2010 |
| ---- | ---- | ---- | ---- |
| 268  | ↘210 | ↗243 | ↘175 |

## Достопримечательности
- Умревинский острог представляет собой археологическую ценность, его территория объявлена заповедником. Острог расположен в 4 километрах от современной деревни.[3] Умревинский острог стал первым военным поселением, выдвинутым в южном направлении из мест первоначального расселения русских в Сибири. Трёхбашенный острог был поставлен на высоком каменистом берегу реки Обь, и обеспечивал контроль за перемещениями как по реке, так и в прибрежной полосе. В настоящее время одна из башен острога восстановлена.

- Часовня Спаса на Умреве — небольшая деревянная часовня, установленная в 1990-е годы к 400-летию победы русских завоевателей Сибири над ордой хана Кучума. Часовня освящена 25 августа 1998 года[6].